# Heinrich Opitz
Heinrich Opitz est un théologien allemand orientaliste. Né le 24 février 1642 à Altenbourg (Misnie) et mort le 24 janvier 1712, il est professeur d'hébreu et de théologie à Kiel. 
C'est un des plus savants protestants de son temps; mais la singularité de ses opinions le fait passer pour visionnaire. Il donne, entre autres ouvrages, une Bible hébraïque très estimée, à Kiel en 1709.

## Source
Cet article comprend des extraits du Dictionnaire Bouillet. Il est possible de supprimer cette indication, si le texte reflète le savoir actuel sur ce thème, si les sources sont citées, s'il satisfait aux exigences linguistiques actuelles et s'il ne contient pas de propos qui vont à l'encontre des règles de neutralité de Wikipédia.